# Герб Липецкого района
Герб Липецкого района является официальным геральдическим символом Липецкого района Липецкой области.
Утвержден решением Липецкого районного Совета депутатов № 58 от 26 октября 2004 года.
По геральдическим правилам и канонам герб является полугласным.

## Описание герба(блазон)
В золотом поле с зеленой каймой червленый кувшин с ручкой слева, стоящий на серебряном якоре, положенном в пояс, кольцом влево, на чёрную наковальню; концы якорь и основание наковальни поверх края каймы.

## Обоснование символики
Золотой фон щита символически указывает на золотую липу, что согласуется с гербом города Липецка. Зелёная кайма символизирует значение Липецкого района, как окрестности Липецка. Кувшин аллегорически показывает историческую спецификацию местности. В районе был развит гончарный промысел — сотни мастеров делали посуду, кирпич, романовскую игрушку, популярную в России в XIX в.
Красный цвет — цвет глины, из которого делались игрушки. В геральдике кувшин символизирует достаток, хранилище, процветающее хозяйство.
Наковальня аллегорически указывает на один из первых в России металлургических заводов, который находился в селе Боринское. Строительство завода началось в 1693 году по указу Петра I. В Липецком районе выпускались многочисленные скобяные изделия: скобы, крючья, гвозди. Позднее предприятие было переоборудовано под государев заказ: в промышленных масштабах выливались пушки. По указу Петра Великого в 1703—1706 гг. в селе Большая Кузьминка был основан железоделательный (якорный) завод. Российские якоря ничуть не уступали по качеству английским, голландским и французским. Изображение якоря на гербе напоминает об ещё одной металлургической специализации района.
Золото в геральдике — уважение, стабильность, богатство, урожай.
Червлёный (красный) — сила, мужество, труд, любовь и красота.
Зелёный — природа, здоровье, сельское хозяйство, надежда.
Серебро — чистота, духовность, совершенство, взаимопонимание.